# Tipula (Hesperotipula) chumash
Tipula (Hesperotipula) chumash is een tweevleugelige uit de familie langpootmuggen (Tipulidae). De soort komt voor in het Nearctisch gebied.